# Holacanthella paucispinosa
Holacanthella paucispinosa är en urinsektsart som först beskrevs av John Tenison Salmon 1941.  Holacanthella paucispinosa ingår i släktet Holacanthella och familjen Neanuridae. Inga underarter finns listade i Catalogue of Life.